# 查爾斯·F·亞當斯級驅逐艦
查爾斯·F·亞當斯級驅逐艦是一款於1960年代開始服役於美國海軍的驅逐艦，該艦包括為西德海軍以及為澳大利亞皇家海軍建造的友艦共計29艘。
該級艦的設計方案為SCB 155計劃，以福雷斯特·雪曼級驅逐艦為基礎進行設計出第一款導彈驅逐艦，在其設計基礎上，於艦體中部增長19英尺（5.8）以容納RUR-5阿斯洛克反潛飛彈與其發射器。查爾斯·F·亞當斯級也是美國海軍最後一款使用蒸汽渦輪發動機的驅逐艦，從史普魯恩斯級開始改為使用燃氣渦輪發動機。

## 發展
儘管查爾斯·F·亞當斯級驅逐艦在設計時採用當時的尖端技術設計，但到了1970年代中期，美國海軍已經意識到該級艦艇無法應對現代化的空中攻擊與導引飛彈威脅。為提升艦船的應敵能力，海軍啟動新威脅升級（NTU）計畫，對艦艇的感測器、武器和通信系統進行全面升級，以延長其服役壽命。
升級包括安裝AN/SLQ-32(V)2以提升整體作戰能力與效率，並在此系統的基礎下新增了配合AN/SPQ-9雷達使用的MK 86型艦炮射控系統、AN/SPS-52C三維射控雷達、N/SPG-51C數位射控雷達以及海軍戰術數據系統，同時還計劃安裝魚叉反艦飛彈。
然而隨著1980年代雷根政府決定加速兩款神盾艦提康德羅加級飛彈巡洋艦以及阿利·伯克級驅逐艦的服役速度，並逐步退役既有的巡洋艦與驅逐艦，以降低成本得開銷。因此查爾斯·F·亞當斯級最終只有三艘進行完整升級，其餘艦艇只進行部分升級，保證其最低的作戰能力，並在阿利·伯克級陸續服役後逐艘退役。
退役後的查爾斯·F·亞當斯級除部分出售給希臘海軍，以及作為子級的備用零件，其餘的同級艦皆拆解或作為靶艦。

### 珀斯級
珀斯級是美國海軍為澳大利亞製造的同級驅逐艦，該艦的大致設計都與查爾斯·F·亞當斯級相同，除了將美軍原有RUR-5阿斯洛克反潛飛彈的改為自產的伊卡拉反潛飛彈。

### 呂特晏斯級
呂特晏斯級驅逐艦是美國為西德海軍建造的同級艦，相較於珀斯級，呂特晏斯級在設計上進行較多改動，包括船員住艙的配置、艦首聲納的位置、增設第二根大型天線桅杆，提升通訊與電子作戰能力及採用不同設計的煙囪結構，以強化排煙效率與雷達隱身性。

## 同級艦
| 艦名              | 舷號   | 造船廠             | 置放龍骨   | 下水       | 服役       | 退役       | 結局                                                          |
| ----------------- | ------ | ------------------ | ---------- | ---------- | ---------- | ---------- | ------------------------------------------------------------- |
| 查爾斯·F·亞當斯號 | DDG-2  | 巴斯鋼鐵廠         | 1958-06-16 | 1959-09-08 | 1960-09-10 | 1990-08-01 | 2020年於德克薩斯州布朗斯維爾拆解                              |
| 約翰·金恩號       | DDG-3  | 巴斯鋼鐵廠         | 1958-08-25 | 1960-01-30 | 1961-02-04 | 1990-03-30 | 於1999年2月10日拆解                                           |
| 勞倫斯號          | DDG-4  | 紐約造船廠         | 1958-10-27 | 1960-02-27 | 1962-01-06 | 1990-03-30 | 於2004年10月28日拆解                                          |
| 克勞德·V·里基茨號 | DDG-5  | 紐約造船廠         | 1959-05-18 | 1960-06-14 | 1962-05-05 | 1989-10-31 | 於2002年11月8日拆解                                           |
| 巴尼號            | DDG-6  | 紐約造船廠         | 1959-08-10 | 1960-12-10 | 1962-08-11 | 1990-12-17 | 於2006年2月22日拆解                                           |
| 亨利·B·威爾遜號   | DDG-7  | 迪福造船公司       | 1958-02-28 | 1959-04-22 | 1960-12-17 | 1989-10-02 | 於2003年8月15日作為靶艦擊沉                                   |
| 林德·麥考密克號   | DDG-8  | 迪福造船公司       | 1958-04-04 | 1959-07-28 | 1961-06-03 | 1991-10-01 | 於2001年2月14日作為靶艦擊沉                                   |
| 托爾斯號          | DDG-9  | 托德造船廠         | 1958-04-01 | 1959-04-23 | 1961-06-03 | 1990-10-01 | 於2002年10月9日作為靶艦擊沉                                   |
| 桑普森號          | DDG-10 | 巴斯鋼鐵廠         | 1959-03-02 | 1960-05-21 | 1961-06-24 | 1991-06-24 | 於2003年10月15日拆解                                          |
| 塞勒斯號          | DDG-11 | 巴斯鋼鐵廠         | 1959-08-03 | 1960-09-09 | 1961-10-28 | 1989-10-31 | 於2004年9月25日拆解                                           |
| 羅比森號          | DDG-12 | 迪福造船公司       | 1959-04-28 | 1960-04-27 | 1961-12-09 | 1991-10-01 | 於1994年6月24日拆解                                           |
| 霍爾號            | DDG-13 | 迪福造船公司       | 1959-08-03 | 1960-08-04 | 1962-06-16 | 1990-10-01 | 於1994年6月20日出售至民間作為電力駁船使用，而後拆解           |
| 布坎南號          | DDG-14 | 托德造船廠         | 1958-01-17 | 1960-05-11 | 1962-02-07 | 1991-10-01 | 於2000年6月14日作為靶艦擊沉                                   |
| 柏克萊號          | DDG-15 | 紐約造船廠         | 1960-06-01 | 1961-07-29 | 1962-12-15 | 1992-09-30 | 於1992年10月1日移交至希臘海軍，並改名為地米斯托克利號（D221） |
| 約瑟夫·史特勞斯號 | DDG-16 | 紐約造船廠         | 1960-12-27 | 1961-12-09 | 1963-04-20 | 1990-02-01 | 於1992年10月1日移交至希臘海軍，並改名為弗尔米奥號（D220）     |
| 康寧漢號          | DDG-17 | 紐約造船廠         | 1961-05-01 | 1962-05-18 | 1963-07-13 | 1990-10-30 | 於1994年4月15日拆解                                           |
| 賽莫斯號          | DDG-18 | 埃文代爾造船廠     | 1960-08-15 | 1961-05-20 | 1962-12-10 | 1991-04-14 | 於1991年9月13日移交至希臘海軍，並改名為客蒙號(D218)           |
| 塔特納爾號        | DDG-19 | 埃文代爾造船廠     | 1960-11-14 | 1961-08-26 | 1963-04-13 | 1991-01-18 | 於1999年2月10日拆解                                           |
| 戈茲博羅號        | DDG-20 | 皮吉特灣海軍造船廠 | 1961-01-03 | 1961-12-15 | 1963-11-09 | 1993-04-29 | 出售至澳洲作為珀斯級的備用零件                                |
| 科克倫號驅逐艦    | DDG-21 | 皮吉特灣海軍造船廠 | 1961-07-31 | 1962-07-18 | 1964-03-21 | 1990-10-01 | 於2001年1月17日拆解                                           |
| 斯托德特號        | DDG-22 | 皮吉特灣海軍造船廠 | 1962-06-11 | 1963-01-08 | 1964-09-12 | 1991-12-20 | 2001年2月3日於拖航時沈沒                                      |
| 李察·E·柏德號     | DDG-23 | 托德造船廠         | 1961-04-12 | 1962-02-06 | 1964-05-07 | 1990-04-27 | 出售至希臘作為備用零件，後於2003年6月19日拆解                 |
| 瓦德爾號          | DDG-24 | 托德造船廠         | 1962-02-06 | 1963-02-26 | 1964-08-28 | 1992-10-01 | 於1992年10月1日移交至希臘海軍，並改名為奈阿爾霍斯號（D219）   |

### 珀斯級
| 艦名       | 舷號        | 造船廠       | 置放龍骨   | 下水       | 服役       | 退役       | 命運                                             |
| ---------- | ----------- | ------------ | ---------- | ---------- | ---------- | ---------- | ------------------------------------------------ |
| 珀斯號     | DDG-25 D 38 | 迪福造船公司 | 1962-09-21 | 1963-09-28 | 1965-07-17 | 1999-10-15 | 2001年11月24日作為人工潛水點鑿沉於西澳的奧爾巴尼 |
| 荷巴特號   | DDG-26 D 39 | 迪福造船公司 | 1962-10-26 | 1964-01-09 | 1965-12-18 | 2000-05-12 | 2002年11月5日作為人工潛水點鑿沉於南澳的延卡里拉  |
| 布里斯本號 | DDG-27 D 41 | 迪福造船公司 | 1965-02-15 | 1966-05-05 | 1967-12-16 | 2001-10-19 | 作為人工潛水點鑿沉於昆士蘭州的莫洛拉巴海濱       |

### 呂特晏斯級
| 艦名       | 舷號        | 造船廠     | 置放龍骨   | 下水       | 服役       | 退役       | 命運                     |
| ---------- | ----------- | ---------- | ---------- | ---------- | ---------- | ---------- | ------------------------ |
| 呂特晏斯號 | DDG-28 D185 | 巴斯鋼鐵廠 | 1966-03-01 | 1967-08-11 | 1969-03-22 | 2003-12-18 | 於土耳其拆解             |
| 莫德士號   | DDG-29 D186 | 巴斯鋼鐵廠 | 1966-04-12 | 1967-04-13 | 1969-02-23 | 2003-05-28 | 作為博物館艦停泊於威廉港 |
| 隆美爾號   | DDG-30 D187 | 巴斯鋼鐵廠 | 1967-08-22 | 1969-02-01 | 1970-05-02 | 1998-05-30 | 2004年於土耳其拆解       |

## 補充
1. ↑  查爾斯·F·亞當斯級是第一款從計畫開始就以導彈驅逐艦作為目標進行設計
2. ↑  提康德羅加級先行製造並服役，而阿利·伯克級則是作為輔助與搭配提康德羅加級的功用
3. ↑  分別為塔特納爾號、戈茲博羅號以及班傑明·斯托德特號
4. ↑  致敬美國海軍部長查爾斯·法蘭西斯·亞當斯三世（英语：Charles Francis Adams III）
5. ↑  查爾斯·F·亞當斯號原計劃於2018年作為博物館艦開放，但該計劃被擱置，該艦最終於2020年報廢拆解
6. ↑  致敬曾兩次榮獲榮譽勳章的美國海軍約翰·金恩（英语：John King (Medal of Honor)）司爐四等士官長
7. ↑  致敬美國海軍詹姆斯·勞倫斯（英语：James Lawrence）上校，其作為切薩皮克號巡防艦的艦長在與夏隆號巡防艦（英语：HMS Shannon (1806)）的戰鬥中犧牲
8. ↑  該艦原先的艦名為比德爾號，致敬大陸海軍首批五位上校之一的尼古拉斯·比德爾（英语：Nicholas Biddle (naval officer)）。然而在時任美國海軍副部長克勞德·V·里基茨（英语：Claude V. Ricketts）上將於任內過世後，便將比德爾號改名為克勞德·V·里基茨號以示紀念
9. ↑  致敬大陸海軍的約書亞·巴尼（英语：Joshua Barney）准將，並曾在法國大革命戰爭期間加入法國海軍服役，官拜上校
10. ↑  致敬美國海軍上將亨利·布雷德·威爾遜（英语：Henry Braid Wilson）上將
11. ↑  致敬美國海軍上將林德·D·麥考密克（英语：Lynde D. McCormick）
12. ↑  致敬美國海軍上將約翰·亨利·托爾斯（英语：John Henry Towers）
13. ↑  致敬美國海軍少將威廉·托馬斯·桑普森（英语：William T. Sampson）
14. ↑  致敬美國海軍上將大衛·F·塞勒斯（英语：David F. Sellers）
15. ↑  致敬美國海軍上將薩繆爾·羅比森（英语：Samuel Robison）
16. ↑  致敬於南北戰爭時期加入美國海軍，最終成為志願軍中校的威廉·R·霍爾（英语：William R. Hoel）
17. ↑  致敬美國海軍上校富蘭克林·布坎南（英语：Franklin Buchanan），布坎南後來在南北戰爭中加入邦聯海軍，並成為唯一一位海軍上將
18. ↑  致敬曾榮獲榮譽勛章的美國海軍陸戰隊少將蘭道夫·卡特·柏克萊（英语：Randolph C. Berkeley）
19. ↑  致敬古希臘執政官地米斯托克利。該艦的艦名為Themistoklis與Themistocles有細小差異
20. ↑  致敬美國海軍上將約瑟夫·史特勞斯（英语：Joseph Strauss (admiral)）
21. ↑  致敬古希臘海軍指揮官弗尔米奥。該艦的艦名為Formion，與Phormio有細小差異
22. ↑  致敬大陸海軍上尉及私掠者古斯塔夫斯·康寧漢（英语：Gustavus Conyngham）
23. ↑  致敬美國海軍中校拉斐爾·賽莫斯（英语：Raphael Semmes），賽莫斯後來加入邦聯海軍並官拜少將
24. ↑  致敬雅典十將軍客蒙
25. ↑  致敬美國海軍上校喬賽亞·塔特納爾三世（英语：Josiah Tattnall III），塔特納爾三世後來加入邦聯海軍並官拜准將
26. ↑  致敬美國海軍少將路易斯·M·戈茲博羅（英语：Louis M. Goldsborough）
27. ↑  致敬美國海軍中將愛德華·L·科克倫（英语：Edward L. Cochrane）
28. ↑  致敬美國海軍部長班傑明·斯托德特
29. ↑  致敬美國海軍少將及極地探險先驅者李察·柏德
30. ↑  致敬美國海軍中尉詹姆斯·艾雷德爾·瓦德爾（英语：James Iredell Waddell），瓦德爾後來加入邦聯海軍並官拜中校
31. ↑  致敬亞歷山大大帝軍隊中的海軍將領奈阿尔霍斯
32. ↑  致敬德國海軍上將京特·呂特晏斯
33. ↑  致敬納粹德國空軍王牌飛行員維爾納·莫德士上校
34. ↑  致敬德國陸軍元帥埃爾溫·隆美爾

## 外部連結
- Mölders (D 186), Deutsches Marine Museum, Wilhelmshaven, Germany （页面存档备份，存于）
- HMAS Perth (DDG-38), Artificial Dive Reef, Albany Australia
- USS Charles F. Adams (DDG-2), Jacksonville Historic Naval Ship Association, Jacksonville Florida （页面存档备份，存于）
- Charles F. Adams-class Veterans Association
- Charles F. Adams-class guided missile destroyers at Destroyer History Foundation